# Manuel Martínez Barrionuevo
Manuel Martínez Barrionuevo (23. července 1857 Málaga – 5. ledna 1917 Madrid) byl španělský básník, spisovatel, dramatik a novinář.

## Životopis
Narodil se v rodině Manuela Martíneze Llorente (1826) a Maríe Barrionuevo Trigueros (1826). Měl tři sourozence Paulinu (1853), Antonia (1854) a Remediose (1860).
Vyučil se v různých řemeslech: cukrář, truhlář, typograf, kovář... Jeho skutečným povoláním však byla literatura. Svá první díla (články a básně) publikoval v místním tisku v Malaze a stal se redaktorem několika "pomíjivých" novin. V roce 1885 se přestěhoval do Madridu, zasloužil si ochranu Gaspara Núñeze de Arce, který ho umístil do novin El Progreso; psal také pro Bandera Liberal a Diario Mercantil. O osm let později odešel do Barcelony.
V letech 1905–1917 cestoval po Španělsku. Přestože byl velmi plodným spisovatelem, nedosáhl něčeho víc, než že žil špatně s produkty svého neúnavného pera. Pěstoval poezii (Rasgos y pinceladas), divadlo (Los Carvajales; Luchar por los hijos), povídky (El padre Eterno; Guerras pasadas: narraciones militares; nebo El Decálogo, sbírka deseti povídek o každém z deseti přikázání) a romány (El sepulturero de Aldoba Málaga; Señores de Saldívar; La fiesta; Filigrana: historia de un secuestro; El buque de Combate; El filón; Fin de una raza; Paca Cielos: los humildes; El sacrilegio de sor Adoración; Almas solitarias), cestopis (Andalucía: costumbres y recuerdos) a kontroverzní esej (Un libro funesto..., Pequeñeces del padre Coloma). Mnoho z jeho příběhů se odehrálo v Andalusii a o svých raných letech vyprávěl v Mi infancia.
Měl dobrý styl, ale neměl to štěstí poznat definitivní úspěch, který by ho posvětil. Počínaje 90. lety opustil „dobrou literaturu“ a vstoupil do řady seriálových románů s morálním, dualistickým a katolickým sklonem, s nímž se mu také nepodařilo uniknout chudobě: "málem" zemřel v bídě.

## Dílo

### Romány[1]
- El sepulturero de Aldoba, Málaga, 1879
- Señores de Saldívar: novela española, 1887
- La fiesta: novela española, 1888
- De pura sangre: novela española, 1891
- Los bienes ajenos: novela española 1891
- Andaluza: lágrimas, vino y coplas, 1892
- Filigrana: historia de un secuestro, Barcelona, 1893
- El buque de Combate, Barcelona, 1899, 2 vols
- La generala: novela de costumbres españolas, 1900
- El filón: novela española, 1904
- Fin de una raza, novela Española 1906
- Paca Cielos: los humildes: novela española, 1909
- El sacrilegio de sor Adoración, 1910
- Almas solitarias: novela española, 1911
- La reina de las minas, sin año
- La Proserpina, sin año
- Misericordia, sin año
- La Quintaňones
- Venta de hijos
- De prima sangre
- El gran pecado
- La virgen

### Novely[1]
- El padre eterno. Novelas españolas, 1887
- El Decálogo, una colección de diez novelas cortas sobre cada uno de los diez mandamientos: Honrar padre y madre (1888), No jurar (1888), No matar (1889), No hurtar (1890) etc
- Juanela: novela española, 1891
- Amapola: novela andaluza 1899
- Gente de tablas, 1900
- Sevilla famosa: novela Española, 1905
- En la Serranía 1906
- Guerras pasadas: narraciones militares), sin año
- La real hembra

### Divadlo
- Este es mi novio, 1883
- Los Carvajales, 1885
- A la luna de Valencia, 1887
- Luchar por los hijos, 1894
- Los escuderos, 1896
- Calvario y redención
- Lo que no muere
- El gran escándalo
- El caso de de fer en el hostal santo

### Poezie
- La Professa[1]
- Rasgos y pinceladas, Málaga, 1878

### Cestopis
- Andalucía: costumbres y recuerdos, Barcelona, 1890, 2 vols

### Esej
- Un libro funesto... Pequeñeces del padre Coloma, 1891

### Autobiografie
- Mi infancia, Barcelona, 1906

### V češtině
- Spravedlnost: (Juanela.) Španělská povídka – přeložil Antonín Pikhart. Praha: Jan Otto, 1898[2]
- Slib – úvod František Sekanina; přeložil Antonín Pikhart; ze sbírky Guerras pasadas; in: 1000 nejkrásnějších novel... č. 45. Praha: Josef Richard Vilímek, 1913